# 豊玉町
豊玉町（とよたまちょう）は、かつて九州の北沖に当たる長崎県の対馬の中央に存在した町である。下県郡に属していた。

2004年3月1日の合併で対馬市の一部となった。なお、対馬市発足後の住所表記では「とよたままち」に読み方が変更された。

## 地理
対馬の中部に位置する。町内の佐志賀・嵯峨・貝鮒の3大字は、仁位浅茅湾や他の大字を挟み二分されたいわゆる飛び字の状態となっている。
- 山：合戸山、雎鳩岳（ひさごたけ）、烏帽子岳、舟沢山、天神山、高瘤山、樫郷山、阿乃瀬山、遠見山、金蔵山、竹無山、悪代山、黒隈山、遠見山、岳ノ山、天狗山、アヨウ岳、糠岳（奴賀岳、紅皿岳）
- 島嶼：横島、黒島、塔ヶ崎島、多田島、オテンガ島、鬼島、ツヤ島、千切島、前島、タテバ島、松島、チ鳥島、白銀島、二子島、榎島、神ノ島、中ノ島、寺崎島、丸島（円島）、牛島
- 河川：仁位川、曽川、田川、卯麦川
- 港湾・海域：大口瀬戸、浅茅湾（濃部浅茅湾、仁位浅茅湾）、大漁湾（おろしかわん）、仁位港、水崎漁港

## 歴史

### 先史・古代
- 紀元前6000年 - 水崎浦の海底遺跡[注 1]
- 紀元前3000年 - 廻のヌカヌシ遺跡[注 1]
- 紀元前1世紀 - 仁位の堂ノ内遺跡[注 1]
- 神護景雲2年（768年） - 高橋連波自采女が続日本紀に貞婦と称され終生の税を免ぜられる。
- 承和4年（837年） - 和多都美神社に神位を拝受。

### 中世
- 1345年頃（貞和年間） - 宗頼次(仁位宗香)が代官となり、仁位に居を構え栄える。
- 1419年（応永26年） - 応永の外寇 朝鮮軍が浅海湾に襲来し尾崎、船越、次いで仁位に入り糠岳の合戦となる。

### 近世
- 1661年（寛文元年） - 仁位郷検地

### 行政区域の変遷
- 1908年（明治41年）4月1日 - 島嶼町村制施行により、下県郡のうち後の町域にあたる以下の各村が発足[1]。
  - 仁位村（和板村・糸瀬村・横浦村・鑓川村・千尋藻村・曽村・仁位村・佐志賀村・嵯峨村・貝鮒村が合併）
  - 奴加岳村（卯麦村・佐保村・貝口村・唐洲村・廻村・志多浦村・大綱村・小綱村・銘村・田村が合併）
- 1955年（昭和30年）3月20日 - 仁位村・奴加岳村が合併し豊玉村が発足。
- 1975年（昭和50年）4月1日 - 豊玉村が町制施行し豊玉町となる。
- 2004年（平成16年）3月1日 - 美津島町・峰町・上県町・上対馬町・厳原町と合併し市制施行。対馬市が発足し、豊玉町は自治体として消滅。

## 地名
大字を行政区域とする。
旧仁位村
- 糸瀬（いとせ）
- 貝鮒（かいふな）
- 嵯峨（さが）
- 佐志賀（さしか）
- 曽（そ）
- 千尋藻（ちろも）
- 仁位（にい）
- 鑓川（やりかわ）
- 横浦（よこうら）
- 和板（わいた）

旧奴加岳村
- 卯麦（うむぎ）
- 大綱（おおつな）
- 貝口（かいぐち）
- 唐洲（からす）
- 小綱（こづな）
- 佐保（さほ）
- 志多浦（したうら）
- 田（た）
- 廻（まわり）
- 銘（めい）

## 教育
高等学校
- 長崎県立豊玉高等学校

中学校
- 豊玉町立加志々中学校[注 2]
- 豊玉町立豊玉中学校

小学校
- 豊玉町立乙宮小学校
- 豊玉町立小綱小学校
- 豊玉町立塩浦小学校
- 豊玉町立豊玉小学校
- 豊玉町立南小学校

## 名所・旧跡・観光スポット・祭事・催事

### 名所・旧跡・観光スポット
- 和多都美神社
- 糠岳古戦場
- 烏帽子岳展望所
- 観音寺
- 豊玉町郷土館

### 祭事・催事
- とよたま夏まつり
- 豊玉町マラソン大会
- 和多都美神社古式大祭
- いきき豊玉まつり